# 马奥尼父子
爱德华·马奥尼（Edward Mahoney，1824或1825年—1895年4月28日）是托马斯·马奥尼（1855年—1923年）的父亲，小马奥尼是他父亲的重要拍档，他们都是新西兰籍的著名建筑师，作品主要位于奥克兰。
他们是歌德复兴式建筑流派的代表人物，但在他们的一些作品中，也有其他的建筑风格掺杂，如木制结构、石质结构和混凝土结构。他们的作品中，无论是公共建筑（尤其是教堂）或是私人建筑，许多在今天都依然保留着。可以说，他们为奥克兰留下了宝贵的建筑遗产。

## 早年
大约1824年，爱德华·马奥尼（即老马奥尼）出生於爱尔兰的科克郡的巴林科利格，其父母不详。年轻时，老马奥尼曾是他叔叔的学徒。老马奥尼的叔叔，即约翰·马奥尼，是一名身在科克郡的建筑师和建筑商。在当时，科克郡吸引了大批有名的歌德复兴式建筑流派的建筑师。大概在1848到1849年间，老马奥尼跟玛格丽特·贝利结婚。在1854年，因为当时爱尔兰的教堂建筑师发展前景令人悲观，再加上欧洲正处饥荒和黑死病肆虐的时期，老马奥尼就决定，带着一对11岁的孩子和妻子，坐乘电讯号，全家搬迁到澳大利亚的阿德莱德市，并在1855年的1月抵达。1855年底，他们又全家前往新西兰的奥克兰市，并在1856年2月抵达。托马斯·马奥尼正是在首段航行中出生的，具体日期是1855年12月12日。关于“马奥尼”这一姓氏，有一点值得注意。在马奥尼一家搬迁到奥克兰之前，他们姓氏的英文拼法是“Mahony”，而在三儿子托马斯·马奥尼出生后，老马奥尼把他们家族的姓氏拼法改成“Mahoney”，目的是以免跟爱德蒙·马奥尼混淆，但这点区别，在中文音译手法当中，很难得到体现。爱德蒙·马奥尼，他是奥克兰当地一位很有威望的法务官，同时也在当地拥有相当数量的建筑和木材生意。

## 个人建筑师生涯
1861年爱德华·马奥尼重拾建筑师旧业，当时以简约哥特式的手法，设计了位于帕内塔区的圣约翰巴蒂斯塔教堂。庞比森区的圣玛利亚修女附属礼拜堂（1866年）跟上述的教堂一样，都具有突出的共同点，例如良好的室内采光和斜拉式房顶设计。因为当时有人在新西兰的科罗曼德尔半岛发现了金矿，所以老马奥尼在1867到1870年间都留在半岛的泰晤士镇里。1870年，他重新投入到建筑工作。他先后设计了圣佐治公会教堂（设计于1871年，位于泰晤士）、圣高隆长老会教堂（设计于1876年，位于沃克沃思）、圣三一教堂（设计于1878年，位于达加维尔）、圣安德鲁教堂（设计于1881年，剑桥）。1876年，年轻的托马斯·马奥尼加入了父亲的建筑事业，他们也就是后世所熟知的马奥尼父子。1870到1880间，马奥尼父子的作品数量呈现爆炸性增长，其中包括了银行、酒店、天主教教堂和学校。爱德华·马奥尼也因此成为一位成功的建筑师，并在哈贝街盖起了私人奢华住宅（圣玛丽斯贝大宅），购置了马车、雇佣了车夫和佣人。

## 家族成员参与时期
爱德华·马奥尼被认为最出色的作品，是位于奥克兰凯伯山口大道的圣公会墓葬教堂，设计于1881年。教堂的修建是为了方便在奥克兰新城郊的居民。为了表现教堂庄严朴素的特点，教堂本身的设计运用了大量染色贝壳杉。这样的运用，使得教堂内部显得高耸、明亮和柔和，这样的效果一直为人所称道。这座教堂的七面后殿，在新西兰众多的教会建筑中，可谓独树一格。爱德华·马奥尼本人在建筑界和公共事务上也很活跃。他是“地区教育委员会”的会员，在1878年他设计了位于西蒙德斯街的奥克兰语言中学。成立于1880年12月23日的奥克兰建筑师学会，爱德华·马奥尼也是会员之一，他在1881年当上学会的财务主管，但此职实为名誉性，实际业务操作由他两个儿子，托马斯·马奥尼和罗拔·马奥尼负责，老马奥尼在1885年退休。1886年，老马奥尼的位于牛顿（位于新西兰）的圣本尼迪教堂（木质）受大火破坏。1887年，托马斯把教堂改为砖块设计，教堂在原址重建。圣母玛利升天教堂，设计于1877年，建成于1888年。从1905年往后的20余年，一直由威廉·马奥尼阁下管理。他是爱德华·马奥尼的其中一个儿子，同时也是第一个在新西兰本土出生的天主教神父。

## 圣帕德里克大教堂
1880年，爱德华着手开始奥克兰的圣帕德里克大教堂扩建设计。1884年到1885年，中殿的扩建工程按照爱德华的设计进行，但后来的内殿、储物间和双面附属礼堂则有托马斯负责完成。最终，扩建后圣帕德里克以庄重和威严的大教堂形象，展示在世人面前。

## 托马斯·马奥尼
托马斯的教堂作品并不多见，其中圣女玫瑰经教堂（设计于1912年，位于哈密尔顿）是他唯一一座运用了现代古典手法的作品。他1919年的作品圣灵教堂（位于德文波特），在风格上又重新回到了哥德式。在这里，恰恰显现了托马斯跟他父亲的共同点。1865年设计的圣弗朗西斯·德·塞尔斯教堂，其中教堂的太平间，老马奥尼也是运用了哥德式风格。1892年，教堂的太平间从西蒙德斯街原址，穿过怀特玛塔港，迁到了维多利亚山的山腰上。托马斯有许多世俗性的建筑作品：第一件作品就是詹士·威廉逊的意大利风格住宅，巴霍姆斯特德，位于希尔斯伯勒区，设计于1877年；1888年到1890年，他又设计了具有法国文艺复兴风格的奥克兰海关大楼；1900年，他设计了位于迪尔街的一片平房公寓；新西兰银行位于奥克兰内的所有分行；以及奥克兰里的许多仓库。1910年，托马斯设计了一个位于里默拉哥德式风格的教会社区中心。就如老马奥尼一样，托马斯在建筑界算是颇有地位。1907年，托马斯就成为奥克兰建筑师学会的主席，并于1913年到1914年担任新西兰建筑师学会主席。

## 性格
托马斯明显更善于社交和有风度，同时也他精通法文和德文。于他父亲，性格上就更显得腼腆。同时托马斯更是一位技艺精湛的画师，他师从于J. B. C. Hoyte。曾经有段时候他徒步游历新西兰北岛，目的就是为了写生。1889年11月26日，托马斯跟Charlotte Wallnutt结婚，二人育有3个女儿。

## 逝世
爱德华·马奥尼死于4月28日，托马斯死于9月8日，爱德华妻子死于1891年，托马斯妻子死于1926年。